# Skorpions Varese 2011
Questa voce raccoglie le informazioni riguardanti gli Skorpions Varese nelle competizioni ufficiali della stagione 2011.

## Roster
| Roster degli Skorpions Varese (2011) |
| --- |
| Quarterback - 3 Giorgio Giorgetti - 7 Giacomo Micheli Running Back - 21 Antonino Barbaro - 27 Andrea Facetti - 47 Mauro Calzavara Wide Receiver - 1 Giovanni Pirotti - 4 Paolo Ambrosetti - 18 Roger Andrade - 19 Francesco Sommaruga - 22 Paolo Lazzarotto - 32 Marco Facetti - 81 Alberto Malomo - 88 Marco Facetti Tight End - 83 Simone Saporiti - 87 Gheorghe Pipas Offensive Linemen - 54 Marco Fortunali - 68 Christian Muñoz Velez - 69 Victor Alfonso Moran Santolalla - 74 Luis Alberto Perez Andrade - 77 Federico Tagnocchetti C Defensive Linemen - 37 Nicolò Moruzzi DE - 71 Stefano Zappulla NG - 75 Giordano Tofani DE - 76 Luis Quinonez DE Linebacker - 40 Ruben Edgardo Encarnacion Tovar - 42 Brando Casucci - 47 Mattia Arosio - 53 Luca Gandini - 56 Marco Stocco - 58 Fabio Stoppa - 59 Fabio Raffaele - 60 Daniele Bulgheroni - 61 Matteo Barausse Defensive Back - 0 Jean Andy Fabiano Berthelot CB - 6 Massimo Filomena CB/SS - 9 Stefano Granelli SS/K/PR/KR - 26 Riccardo Petti CB - 55 Claudio Carelli CB Special Team Coaching staff Massimo D'Alessandra |

## Campionato Silver League FIF 2011

### Regular season

#### Andata
| Vedano Olona 20 marzo 2011, ore 15:00 CEST week 2 | Skorpions Varese | 41 – 0 (6-0 14-0 6-0 15-0) | Bad Bees Avigliana | Campo Comunale, via Volta |
| \| \| \| \| \| Calzavara M. Q1 (TD) 38yd run Pipas G. Q2 (TD) 13 pass da Giorgetti G. Malomo A. Q2 (TD) 9yd pass da Giorgetti G. Malomo A. Q2 (tpc) pass Encarnacion Tovar R.E. Q3 (TD) 1yd run Facetti M. Q4 (TD) 10yd pass da Micheli G. Saporiti S. Q4 (tpc) pass Malomo A. Q4 (TD) 17yd pass da Micheli G. Granelli S. Q4 (pat) \| Marcatori \| \| |                  |                            |                    |                           |
| |                  |                            |                    |                           |
| Calzavara M. Q1 (TD) 38yd run Pipas G. Q2 (TD) 13 pass da Giorgetti G. Malomo A. Q2 (TD) 9yd pass da Giorgetti G. Malomo A. Q2 (tpc) pass Encarnacion Tovar R.E. Q3 (TD) 1yd run Facetti M. Q4 (TD) 10yd pass da Micheli G. Saporiti S. Q4 (tpc) pass Malomo A. Q4 (TD) 17yd pass da Micheli G. Granelli S. Q4 (pat)                                   | Marcatori        |                            |                    |                           |

| Caltignaga 3 aprile 2011, ore 15:00 CEST week 3 | Lancieri Novara | 6 – 38 (0-8 0-18 0-12 6-0) | Skorpions Varese | Campo Comunale |
| \| \| \| \| \| Zanforlin N. Q4 (TD) 6yd run \| Marcatori \| Giorgetti G. Q1 (TD) 30yd run Giorgetti G. Q1 (tpc) rush Granelli S. Q2 (TD) 70yd punt return Granelli S. Q2 (TD) 70yd punt return Barbaro A. Q2 (TD) 35yd run Calzavara M. Q3 (TD) 6yd run Calzavara M. Q3 (TD) 7yd run \| |                 | |                  |                |
| |                 | |                  |                |
| Zanforlin N. Q4 (TD) 6yd run | Marcatori       | Giorgetti G. Q1 (TD) 30yd run Giorgetti G. Q1 (tpc) rush Granelli S. Q2 (TD) 70yd punt return Granelli S. Q2 (TD) 70yd punt return Barbaro A. Q2 (TD) 35yd run Calzavara M. Q3 (TD) 6yd run Calzavara M. Q3 (TD) 7yd run |                  |                |

| Grugliasco 9 aprile 2011, ore 21:00 CEST week 4 | Bad Bees Avigliana | 0 – 36 (0-11 0-11 0-0 0-14) | Skorpions Varese | Campo Cus Torino |
| \| \| \| \| \| \| Marcatori \| Malomo A. Q1 (TD) 20yd pass da Giorgetti G. Facetti A. Q1 (tpc) rush Granelli S. Q1 (FG) 23yd field goal Malomo A. Q2 (TD) 13yd pass da Giorgetti G. Barbaro A. Q2 (tpc) rush Granelli S. Q2 (FG) 18yd field goal Granelli S. Q4 (TD) 53yd punt return Moruzzi N. Q4 (TD) 13yd run Moruzzi N. Q4 (tpc) rush \| |                    | |                  |                  |
| |                    | |                  |                  |
| | Marcatori          | Malomo A. Q1 (TD) 20yd pass da Giorgetti G. Facetti A. Q1 (tpc) rush Granelli S. Q1 (FG) 23yd field goal Malomo A. Q2 (TD) 13yd pass da Giorgetti G. Barbaro A. Q2 (tpc) rush Granelli S. Q2 (FG) 18yd field goal Granelli S. Q4 (TD) 53yd punt return Moruzzi N. Q4 (TD) 13yd run Moruzzi N. Q4 (tpc) rush |                  |                  |

| Pavone Canavese 17 aprile 2011, ore 15:00 CEST week 5 | Raptors Canavese | 6 – 18 (0-6 0-6 0-0 6-6) | Skorpions Varese |  |
| \| \| \| \| \| Prola M. Q4 (TD) 11yd pass da Passador A. \| Marcatori \| Pipas G. Q1 (TD) 23yd pass da Giorgetti G. Facetti M. Q2 (TD) 19yd pass da Giorgetti G. Bulgheroni D. Q4 (TD) 40yd fumble return \| |                  | |                  |  |
| |                  | |                  |  |
| Prola M. Q4 (TD) 11yd pass da Passador A. | Marcatori        | Pipas G. Q1 (TD) 23yd pass da Giorgetti G. Facetti M. Q2 (TD) 19yd pass da Giorgetti G. Bulgheroni D. Q4 (TD) 40yd fumble return |                  |  |

| Vedano Olona 1º maggio 2011, ore 15:00 CEST week 6 | Skorpions Varese | 18 – 0 (12-0 0-0 0-0 6-0) | Lancieri Novara | Campo Comunale, via Volta |
| \| \| \| \| \| Facetti M. Q1 (TD) 5yd pass da Giorgetti Granelli S. Q1 (TD) 75yd punt return Malomo A. Q4 (TD) 22yd pass da Giorgetti G. \| Marcatori \| \| |                  |                           |                 |                           |
| |                  |                           |                 |                           |
| Facetti M. Q1 (TD) 5yd pass da Giorgetti Granelli S. Q1 (TD) 75yd punt return Malomo A. Q4 (TD) 22yd pass da Giorgetti G.                                   | Marcatori        |                           |                 |                           |

| Vedano Olona 8 maggio 2011, ore 15:00 CEST recupero week 1 | Skorpions Varese | 0 – 2 (0-0 0-0 0-0 0-2) | Raptors Canavese | Campo Comunale, via Volta |
| \| \| \| \| \| \| Marcatori \| Colorio R. Q4 (saf) \|      |                  |                         |                  |                           |
|                                                            |                  |                         |                  |                           |
|                                                            | Marcatori        | Colorio R. Q4 (saf)     |                  |                           |

### Playoff
| Vedano Olona 1º maggio 2011, ore 20:30 CEST Silverbowl XVIII | Skorpions Varese | 28 – 6 14-0 6-0 8-6 0-0      | Raptors Canavese | Campo Comunale, via Volta (200 spett.) |
| \| \| \| \| \| Pipas G. Q1 (TD) 23yd pass da Giorgetti G. Facetti A. Q1 (tpc) rush Facetti A. Q1 (TD) 3yd run Facetti M. Q2 (TD) 7yd pass da Giorgetti Granelli S. Q3 (TD) 76yd kickoff return \| Marcatori \| Martorana M. Q3 (TD) 1yd run \| |                  |                              |                  |                                        |
| |                  |                              |                  |                                        |
| Pipas G. Q1 (TD) 23yd pass da Giorgetti G. Facetti A. Q1 (tpc) rush Facetti A. Q1 (TD) 3yd run Facetti M. Q2 (TD) 7yd pass da Giorgetti Granelli S. Q3 (TD) 76yd kickoff return                                                                | Marcatori        | Martorana M. Q3 (TD) 1yd run |                  |                                        |

## Statistiche di squadra
| Competizione | %Vittorie | In casa | In casa | In casa | In casa | In casa | In casa | In trasferta | In trasferta | In trasferta | In trasferta | In trasferta | In trasferta | Totale | Totale | Totale | Totale | Totale | Totale |
| Competizione | %Vittorie | G       | V       | N       | P       | Pf      | Ps      | G            | V            | N            | P            | Pf           | Ps           | G      | V      | N      | P      | Pf     | Ps     |
| ------------ | --------- | ------- | ------- | ------- | ------- | ------- | ------- | ------------ | ------------ | ------------ | ------------ | ------------ | ------------ | ------ | ------ | ------ | ------ | ------ | ------ |
| Campionato   | .833      | 3       | 2       | 0       | 1       | 59      | 2       | 3            | 3            | 0            | 0            | 92           | 12           | 6      | 5      | 0      | 1      | 151    | 14     |
| Playoff      | 1.000     | 1       | 1       | 0       | 0       | 28      | 6       | -            | -            | -            | -            | -            | -            | 1      | 0      | 0      | 1      | 28     | 6      |
| Totale       | .857      | 4       | 3       | 0       | 1       | 87      | 8       | 3            | 3            | 0            | 3            | 92           | 12           | 7      | 6      | 0      | 1      | 179    | 20     |

## Giovanili

### Under 21

#### Campionato Under 21 FIF 2011

##### Regular season
| Vedano Olona 2 ottobre 2011, ore 15:00 CEST Week 1 | Skorpions Varese | 25 – 31 2OT (13-3 6-8 0-8 0-0 6-12OT) | Bengals Brescia | C.S. Comunale, via Volta |
| \| \| \| \| \| Granelli S. Q1 (TD) 66yd run Granelli S. Q1 (pat) Granelli S. Q1 (TD) 66yd interception return Lazzarotto P. Q2 (TD) 10yd pass da Micheli G. Braghini F. Q2 (TD) 5yd run Braghini F. Q2 (pat) Braghini F. Q4 (TD) 6yd run Granelli S. (1OT) (TD) 1yd run \| Marcatori \| Cigala N. Q1 (FG) 41yd field goal Cardigno C. Q2 (TD) 46yd pass da Fausto S. Fausto S. Q2 (tpc) rush Burlotti A. Q3 (saf) Viviani M. Q3 (TD) 22yd pass da Tinti G. Capoferri M. (1OT) (TD) 9yd run Tinti G. (2OT) (TD) 16yd run \| |                  | |                 |                          |
| |                  | |                 |                          |
| Granelli S. Q1 (TD) 66yd run Granelli S. Q1 (pat) Granelli S. Q1 (TD) 66yd interception return Lazzarotto P. Q2 (TD) 10yd pass da Micheli G. Braghini F. Q2 (TD) 5yd run Braghini F. Q2 (pat) Braghini F. Q4 (TD) 6yd run Granelli S. (1OT) (TD) 1yd run | Marcatori        | Cigala N. Q1 (FG) 41yd field goal Cardigno C. Q2 (TD) 46yd pass da Fausto S. Fausto S. Q2 (tpc) rush Burlotti A. Q3 (saf) Viviani M. Q3 (TD) 22yd pass da Tinti G. Capoferri M. (1OT) (TD) 9yd run Tinti G. (2OT) (TD) 16yd run |                 |                          |

| Grugliasco 15 ottobre 2011, ore 21:00 CEST Week 2 | Blacks Rivoli | 29 – 0 (7-0 14-0 8-0 0-0) | Skorpions Varese | Campo CUS Torino, via Radich |
| \| \| \| \| \| Brun L. Q1 (TD) 4yd run Brun L. Q1 (pat) Brun L. Q2 (TD) 19yd run Brun L. Q2 (TD) 3yd run Trevisan E. Q2 (tpc) pass Brun L. Q3 (TD) 24yd run Brun L. Q3 (tpc) rush \| Marcatori \| \| |               |                           |                  |                              |
| |               |                           |                  |                              |
| Brun L. Q1 (TD) 4yd run Brun L. Q1 (pat) Brun L. Q2 (TD) 19yd run Brun L. Q2 (TD) 3yd run Trevisan E. Q2 (tpc) pass Brun L. Q3 (TD) 24yd run Brun L. Q3 (tpc) rush                                   | Marcatori     |                           |                  |                              |

| Vedano Olona 2 ottobre 2011, ore 15:00 CEST Week 3                                                                       | Skorpions Varese | 14 – 0 (0-0 8-0 0-0 6-0) | Lancieri Novara | C.S. Comunale, via Volta |
| \| \| \| \| \| GranelliS. Q2 (TD) run Granelli S. Q2 (tpc) rush Pipas G. Q4 (TD) pass da Giorgetti G. \| Marcatori \| \| |                  |                          |                 |                          |
| |                  |                          |                 |                          |
| GranelliS. Q2 (TD) run Granelli S. Q2 (tpc) rush Pipas G. Q4 (TD) pass da Giorgetti G.                                   | Marcatori        |                          |                 |                          |

| Milano 30 ottobre 2011, ore 14:30 CEST Week 4 | Rams Milano | 13 – 12 (7-0 0-0 0-6 6-6)                                                   | Skorpions Varese | Centro Sportivo Saini, via Corelli 136 |
| \| \| \| \| \| Gnuva A. Q1 (TD) run Zambelli A. Q1 (pat) Gnuva A. Q4 (TD) run \| Marcatori \| Pipas G. Q3 (TD) pass da Giorgetti G. Pipas G. Q4 (TD) pass da Giorgetti G. \| |             |                                                                             |                  |                                        |
| |             |                                                                             |                  |                                        |
| Gnuva A. Q1 (TD) run Zambelli A. Q1 (pat) Gnuva A. Q4 (TD) run | Marcatori   | Pipas G. Q3 (TD) pass da Giorgetti G. Pipas G. Q4 (TD) pass da Giorgetti G. |                  |                                        |

##### Playoff
| Grugliasco 19 novembre 2011, ore 21:00 CEST Semifinale | Blacks Rivoli | 41 – 12 (13-0 6-0 8-12 14-0)                                                      | Skorpions Varese | Campo CUS Torino, via Radich (150 spett.) |
| \| \| \| \| \| Trevisan E. Q1 (TD) 23yd run Pivi A. Q1 (TD) 51yd run Brun L. Q1 (pat) Pivi A. Q2 (TD) 45yd run Ferrero L. Q3 (TD) 6yd run Brun L. Q3 (tpc) rush Brun L. Q4 (TD) 27yd run Brun L. Q4 (tpc) rush Maritano G. Q4 (TD) 21yd run \| Marcatori \| Barausse M. Q3 (TD) 52yd fumble return Pipas G. Q3 (TD) 13yd pass da Giorgetti G. \| |               |                                                                                   |                  |                                           |
| |               |                                                                                   |                  |                                           |
| Trevisan E. Q1 (TD) 23yd run Pivi A. Q1 (TD) 51yd run Brun L. Q1 (pat) Pivi A. Q2 (TD) 45yd run Ferrero L. Q3 (TD) 6yd run Brun L. Q3 (tpc) rush Brun L. Q4 (TD) 27yd run Brun L. Q4 (tpc) rush Maritano G. Q4 (TD) 21yd run | Marcatori     | Barausse M. Q3 (TD) 52yd fumble return Pipas G. Q3 (TD) 13yd pass da Giorgetti G. |                  |                                           |

### Statistiche di squadra
| Competizione | %Vittorie | In casa | In casa | In casa | In casa | In casa | In casa | In trasferta | In trasferta | In trasferta | In trasferta | In trasferta | In trasferta | Totale | Totale | Totale | Totale | Totale | Totale |
| Competizione | %Vittorie | G       | V       | N       | P       | Pf      | Ps      | G            | V            | N            | P            | Pf           | Ps           | G      | V      | N      | P      | Pf     | Ps     |
| ------------ | --------- | ------- | ------- | ------- | ------- | ------- | ------- | ------------ | ------------ | ------------ | ------------ | ------------ | ------------ | ------ | ------ | ------ | ------ | ------ | ------ |
| Campionato   | .250      | 2       | 1       | 0       | 1       | 39      | 31      | 2            | 0            | 0            | 2            | 12           | 42           | 4      | 1      | 0      | 3      | 51     | 73     |
| Playoff      | .000      | -       | -       | -       | -       | -       | -       | 1            | 0            | 0            | 1            | 12           | 41           | 1      | 0      | 0      | 1      | 12     | 41     |
| Totale       | .200      | 2       | 1       | 0       | 1       | 39      | 31      | 3            | 0            | 0            | 3            | 24           | 83           | 5      | 1      | 0      | 4      | 63     | 114    |

### Under 18

#### Campionato Under 18 FIF 2011

##### Girone Unico
| Vedano Olona 13 novembre 2011, ore 09:30 CEST | Skorpions Varese | 0 – 14 | Rams Milano | C.S. Comunale, via Volta |

| Vedano Olona 13 novembre 2011, ore 10:30 CEST | Skorpions Varese | 6 – 44 | Blacks Rivoli | C.S. Comunale, via Volta |
| \| \| \| \| \| Pipas G. (T2) (TD) pass da Micheli G. \| Marcatori \| Pivi A. (T1) (TD) run Carlucci (T1) (tpc) rush Pivi A. (T1) (TD) run Starace E. (T1) (tpc) pass da Cazzamani Pivi A. (T1) (TD) run Blandino A. (T1) (tpc) pass da Cazzamani L. Fava G. (T1) (TD) Tamsir S. (T2) (TD) pass da Cazzamani L. Ferrero L. (T2) (pat) Montenero M. (T2) (TD) run Ferrero L. (T2) (pat) \| |                  | |               |                          |
| |                  | |               |                          |
| Pipas G. (T2) (TD) pass da Micheli G. | Marcatori        | Pivi A. (T1) (TD) run Carlucci (T1) (tpc) rush Pivi A. (T1) (TD) run Starace E. (T1) (tpc) pass da Cazzamani Pivi A. (T1) (TD) run Blandino A. (T1) (tpc) pass da Cazzamani L. Fava G. (T1) (TD) Tamsir S. (T2) (TD) pass da Cazzamani L. Ferrero L. (T2) (pat) Montenero M. (T2) (TD) run Ferrero L. (T2) (pat) |               |                          |

| Vedano Olona 13 novembre 2011, ore 16:00 CEST | Skorpions Varese | 30 – 0 | American Felix Molinella | C.S. Comunale, via Volta |

### Statistiche di squadra
| Competizione | %Vittorie | In casa | In casa | In casa | In casa | In casa | In casa | In trasferta | In trasferta | In trasferta | In trasferta | In trasferta | In trasferta | Totale | Totale | Totale | Totale | Totale | Totale |
| Competizione | %Vittorie | G       | V       | N       | P       | Pf      | Ps      | G            | V            | N            | P            | Pf           | Ps           | G      | V      | N      | P      | Pf     | Ps     |
| ------------ | --------- | ------- | ------- | ------- | ------- | ------- | ------- | ------------ | ------------ | ------------ | ------------ | ------------ | ------------ | ------ | ------ | ------ | ------ | ------ | ------ |
| Campionato   | .333      | 3       | 1       | 0       | 2       | 36      | 58      | -            | -            | -            | -            | -            | -            | 3      | 1      | 0      | 1      | 36     | 58     |
| Totale       | .333      | 3       | 1       | 0       | 2       | 36      | 58      | -            | -            | -            | -            | -            | -            | 3      | 1      | 0      | 2      | 36     | 58     |